# Melaniusz z Rennes
Melaniusz z Rennes (ur. ok. 450 w Plaz k. Redonu w Bretanii, zm. 6 listopada ok. 540 tamże) – mnich i opat, piąty biskup Rennes, święty Kościoła katolickiego, zwany niekiedy apostołem Francji.
Melaniusz najpierw był mnichem i opatem, a następnie nominowany został na biskupa, jako następca św. Amanda (+IV w.). Jego okres działalności biskupiej i ewangelizacji regionu przypadł na okres najazdów Franków na Galię. Brał udział w synodzie dla królestwa Franków w Orleanie (511) zwołanym przez Chlodwiga. 
Zmarł śmiercią naturalną. Jego relikwie przeniesiono z domu rodzinnego do Rennes, a nad jego grobem powstało opactwo benedyktyńskie nazwane Saint-Mélaine. Kościół opactwa (Notre-Dame en Saint-Melaine) służył w latach 1803 i 1844 jako prokatedra (dzisiejsze Cathédrale Saint-Pierre de Rennes), siedziba najpierw biskupów, obecnie arcybiskupów (archidiecezja Rennes).
Wspomnienie liturgiczne św. Melaniusza obchodzone jest 6 listopada. Do reformy liturgicznej w 1969 roku w Martyrologium Rzymskim ujęty był pod dniem 6 stycznia, kiedy to otrzymał sakrę biskupią. Ten dzień pamięci nadal można spotkać lokalnie.